# 2018年4月南北韓高峰會
2018年4月南北韓高峰會（韩语：／、朝鲜语：／），常稱「文金會」，是指朝鮮民主主義人民共和國國務委員會委員長金正恩與大韓民國總統文在寅於2018年4月27日在板門店大韓民國一方的和平之家舉行的朝韩首脑会晤。這是繼2007年時任朝鮮勞動黨總書記金正日與韓國總統盧武鉉的南北首腦會談後，時隔11年再次舉行領導人會談。正式會談前，兩位首腦牽手越過邊界，此次相逢為韓戰後朝鮮最高領導人首次踏足南韓土地。之後，兩國簽訂《板门店宣言》，同意朝鮮半島無核化以及爭取在年內宣佈結束戰爭狀態等。

## 名稱
韓國傳媒和青瓦台稱此次會談為2018年南北頂上會談（2018년 남북정상회담），後者解釋官方並沒有稱這次會談為第三次朝韓會談是因為希望南北韓首腦會談不會再是「特別活動」，而是能夠定期舉行；朝鮮勞動黨機關報《劳动新闻》則稱之为2018年北南首腦相逢（2018년 북남수뇌상봉）。此次会谈的口号为“平和，始作”（／）。

## 背景

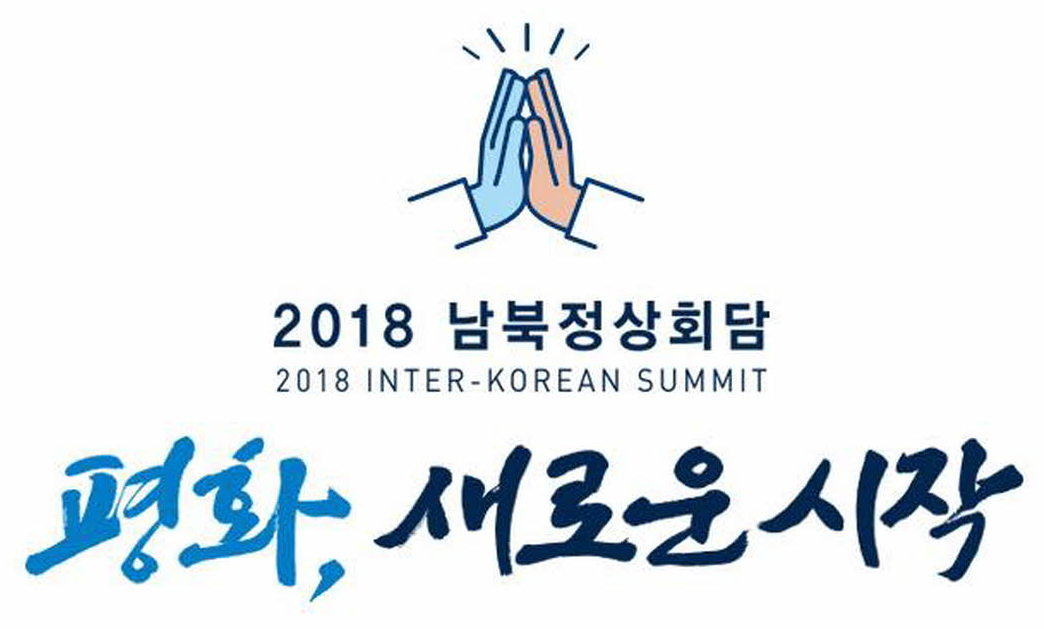
2018年朝韩首脑会晤LOGO

### 冬奧突破
大韓民國總統文在寅於2017年7月6日在德國柯爾柏財團發表名為《柏林對朝構想》的演說，指為解除朝鮮半島的緊張局面，需要透過對話以建立永久和平：
南北必須攜起手來使雙方和平進程取得突破。我向北韓提議，首先從容易的事情開始。……第四，恢復半島和平與合作的接觸和對話。緩解半島緊張局勢是最迫切的問題。像現在這樣，當局之間沒有任何接觸是非常危險的。為了處理當前局勢，我們需要開始（建立）聯繫並進行有意義的對話。此外，如果條件得到滿足，我願意隨時隨地會見北韓領導人金正恩，現在是改變半島緊張局勢和對抗的時候了。我們可以把包括核問題與和平條約在內的一切雙方利益放在對話桌上，討論半島和平與南北合作。這將不僅僅是一次對話，千里之行始於足下，我期待北韓的決定。
此外，文又提倡以中秋節為契機，舉行暫停多年的離散家屬團聚活動；以休戰協定簽署日為契機，中斷彼此在軍事分界線上的敵對行為，並邀請北韓參加來年於平昌舉辦的2018年冬季奧林匹克運動會等。平壤最初對「柏林構想」態度曖昧，官媒《勞動新聞》於7月15日發表名為《應該搞清楚實現朝鮮半島和平與統一的道路是什麼》的評論指文在寅提出對話的建議「是夢囈般的詭辯」，批評他一方面主張對話，另一方面又對北韓進行經濟制裁是自相矛盾。但同時評價又保留了一些餘地，讚頌他「決心尊重和履行6·15共同宣言和10·4宣言」。
踏入2018年，朝鮮半島局勢出現變化。朝鮮勞動黨委員長金正恩於新年致辭中表示願意改善兩國關係：「我們期待著能夠在平昌冬奧會上取得成果，並將派遣代表團。為此，可能會盡快舉行會談」。於是，兩國於1月9日在和平之家舉行部長級會面，北韓同意派隊參與平昌冬季奧運，並會在期間派遣啦啦隊、藝術團、參觀團、跆拳道表演團及新聞採訪團訪問南韓。2月9日，金正恩派出親妹妹、朝鮮勞動黨中央委員會第一副部長金與正隨同包括政治局常委金永南在內的朝鮮勞動黨高級幹部參加冬奧會開幕禮並訪問3日，在開幕禮中，兩國運動員共同持統一旗進場。3月5日，南韓特使團回訪北韓平壤，會面後鄭義溶宣佈將於4月底舉行第三次南北韓高峰會。為營造友好氣氛，兩國在4月作出多個舉動：金正恩首先邀請南韓藝人到平壤表演，稍後又在朝鮮勞動黨會議中宣佈开通领导人热线，中止核试验与洲际弹道导弹发射试验，关闭核试验场。南韓則停止在邊境以擴音器向北韓喊話。

### 準備及落實
為準備即將舉行的首腦高峰會，雙方官員於3月29日在邊界板門店面談，歷時1小時31分鐘。雙方在會後發表聯合公告，宣佈2018年首腦高峰會將在板門店南方的和平之家舉行。4月4日，雙方就會晤之禮賓、警衛和記者接待等方面進行討論。4月14日，兩國就通訊方面於分界線北方的統一閣進行商討。翌日，青瓦台在新聞發佈會中表示此次會晤的口號為「和平，新的開始」，並指這次會談和隨後舉行的朝美首腦會晤「經已確實」。4月25日，大韓民國國防部表示為體現「高規格禮遇和相互尊重」，陸海空軍儀仗隊將執行會談的禮賓任務，金正恩會檢閱儀仗隊。這是朝鮮最高領導人首次檢閱大韓民國國軍儀仗隊。此外，考慮到板門店空間有限，儀仗隊檢閱儀式將從簡而行。
4月26日，南北首腦會談籌備委員會委員長任鐘奭發表會談的具體日程，並確定會談的正式隨行人員名單，如下：
| 代表團成員﹕ - 總統秘書室長任鍾晳 - 國家安保室長鄭義溶 - 外交部長康京和 - 統一部長趙明均 - 國防部長宋永武 - 國家情報院長徐薰 - 聯合參謀本部議長鄭景斗 | 代表團成員﹕ - 最高人民會議常任委員長金永南 - 朝鮮勞動黨中央委員會宣传鼓动部副部長金與正 - 朝鮮勞動黨中央委員會副委员长崔輝 - 朝鮮勞動黨中央委員會副委員長金英徹 - 朝鮮勞動黨中央委員會副委員長李洙墉 - 人民武力相朴永植 - 朝鮮人民軍總參謀長李明秀 - 外務相李勇浩 - 祖國和平統一委員會委員長李善權 |

## 正式会谈

### 上午
首尔时间2018年4月27日9:30（平壤时间9:00；協調世界時0:30），金正恩跨过军事分界线，进入韩方一侧，受到在军事分界线旁等候的文在寅欢迎。兩人都以正式身分稱呼對方，文在寅以「委員長先生」稱呼金正恩，而金正恩也以「總統先生」稱呼文在寅。文在寅問何時能訪北韓，金正恩回應“現在”，文在寅在金正恩邀请下，兩人携手跨越军事分界线，在北韓轄區短暂停留后攜手到南韓轄區，之後兩名居於臺城洞的兒童向金正恩獻花。随后，韓方为金正恩举行了传统欢迎仪式鼓禮、阿里郎及阅兵仪式，这也是朝鲜最高领导人首次检阅南韓仪队。當兩人在仪队陪同下前往主禮臺途中，文在寅向金正恩說：「外國也很喜歡傳統儀隊，但今天呈現給您的是簡易型的儀隊，有些可惜。若您來青瓦台，就能展現更好的場面給您看。」金正恩回應說：「啊，這樣嗎？總統先生若給我邀請，我隨時都能去青瓦台。」。其後兩方進入和平之家，金正恩親筆在芳名錄留下：「新的歷史，從現在開始，站在和平的時代與歷史的出發點。金正恩 2018.4.27」。
首尔时间10:15左右，双方领导人正式举行会谈，主題為朝鮮半島無核化，分析還相信二人談到緩解半島軍事緊張的和平機制以及經濟合作等議題。上午的会谈进行了约100分钟，二人對會談均感到滿意。文在寅稱他與金正恩進行了「有益的討論」，希望能為兩國以至全世界人民「獻上一份大禮」；金正恩指「現在剛剛開始」，希望會談內容整理發佈後令各方「在一定程度上感到滿意」。中午，兩位領導人各自用膳，金正恩回到北韓轄區內吃午餐。

### 下午
下午，文在寅与金正恩一同植树，并设立了植树纪念碑。儀式所使用樹木是一棵1953年的松樹，該年是韓戰停戰協定簽署當年，而松樹則會種在取自北韓白頭山和南韓漢拿山的混合泥土中，灌溉水則來自北韓的大同江和南韓的漢江。植树活动结束后，两位领导人一起散步交谈，之后回到“和平之家”进行下午的会谈。会谈结束后，双方签署了《為促進韓半島和平、繁榮、統一的板門店宣言》并发表协议内容。根據宣言，兩國同意完全棄核實現半島無核化、爭取在年內宣佈結束戰爭狀態、通過熱線電話交換意見、在光復節之際舉辦離散親人團聚活動、在不久的將來舉行高級別會談和各領域對話、從5月1日起全面停止邊境喊話及散發敵對宣傳單張以及聯手參加2018年雅加達亞運會等。此外，南韓還會在北韓邊緣城市開城開設常設聯絡辦事處。随后文在寅与金正恩共同出席发布会。

### 晚宴
會後，双方共进晚宴。南韓共有32人出席宴會，除了代表團本身外還有第一夫人金正淑、執政黨共同民主黨代表秋美愛、文化體育部長都鐘煥、工商聯會長朴容晚和歌手趙容弼等。北韓派出26人出席，李明秀、朴永植和李容浩已先回國，取而代之的是第一夫人李雪主、三池淵管弦樂團團長玄松月等曾訪問南韓、與韓方有交情的人或是從旁輔佐金正恩的幕僚。這是南北韓領導人首次攜第一夫人共同會面。在進餐前，兩國藝術家用奚琴和玉流琴合奏多首歌曲，象徵克服差距、和諧共鳴。
晚宴菜單包含黄姑鱼、海参水饺、鸭田米饭、烤海鲂、平壤玉流馆冷面等。這些菜式具有象徵意義：黃姑魚和海參產出自南韓前總統金大中故鄉全羅南道新安郡，鴨田米來自前總統盧武鉉卸任後務農的峰下村，烤海魴則是文在寅故鄉釜山的料理。此外，冷麵是北韓為文在寅所點的，韓式瑞士薯餅則是南韓為曾留學瑞士的金正恩而設的。晚宴后双方官员观看灯光秀表演和進行歡送儀式。歡送儀式約10分鐘，和平之家的外牆上映名為《春天》的短片，講述「朝鮮半島的過去、今天和未來」，之後傳統樂器與管弦樂隊演奏民謠《阿里郎》和《鳥兒呀，鳥兒呀，青鳥呀》，最后播放会谈场景及歌曲《One Dream One Korea》。首爾時間下午9时15分许，金正恩返回平壤。

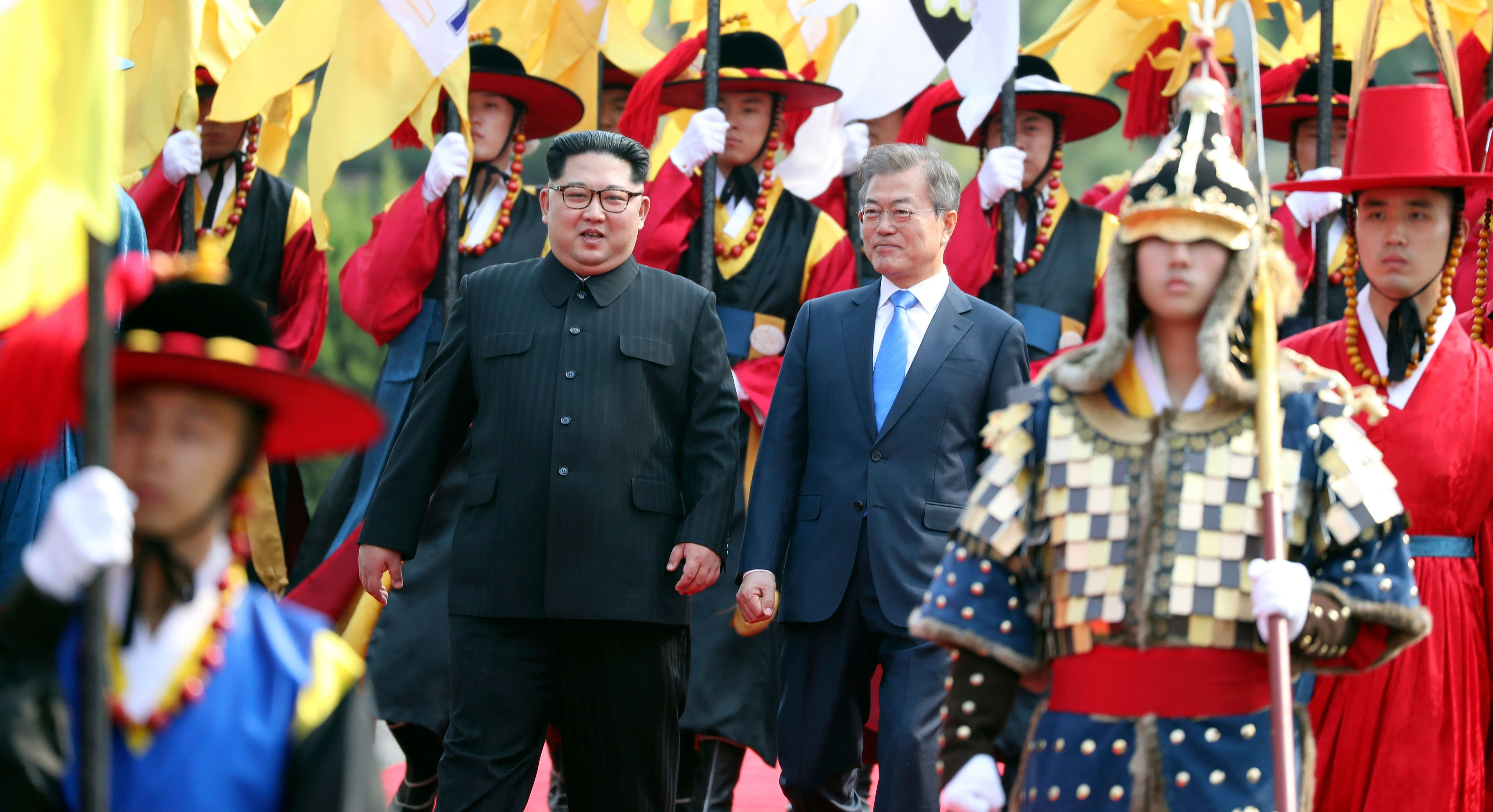
金正恩与文在寅检阅韩军仪仗队。
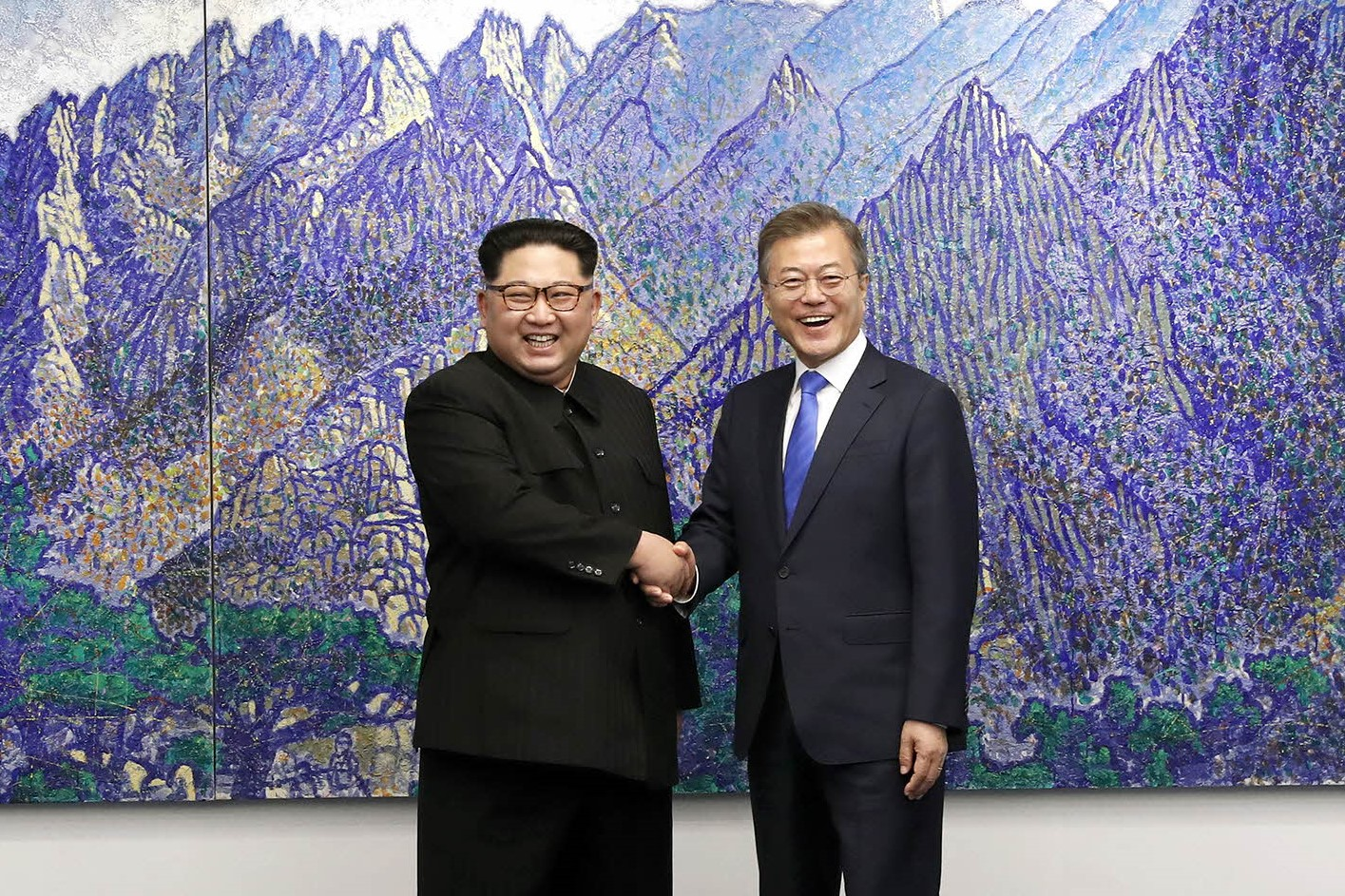
金正恩与文在寅在会谈前合影。
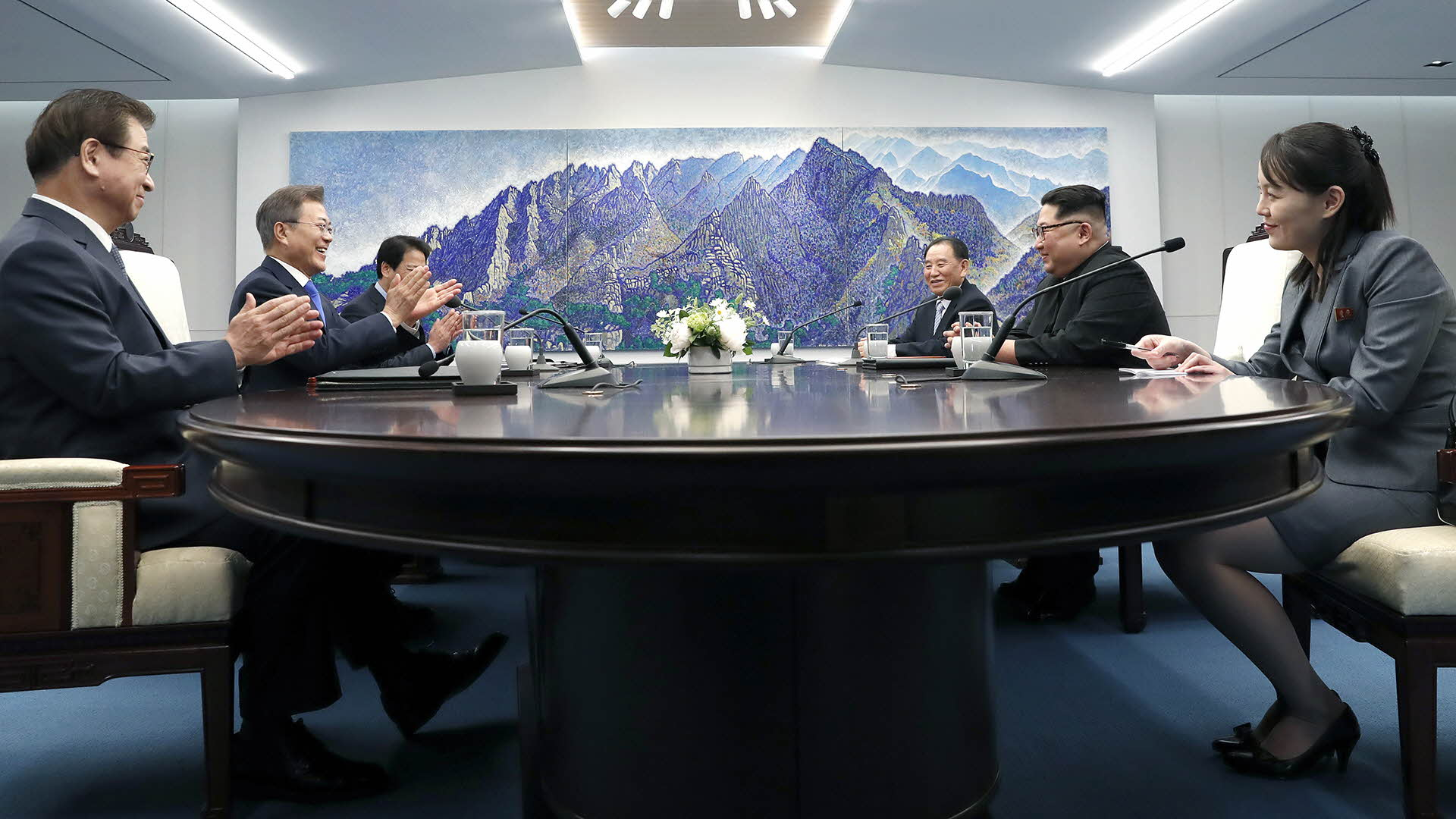
金正恩与文在寅举行会谈。
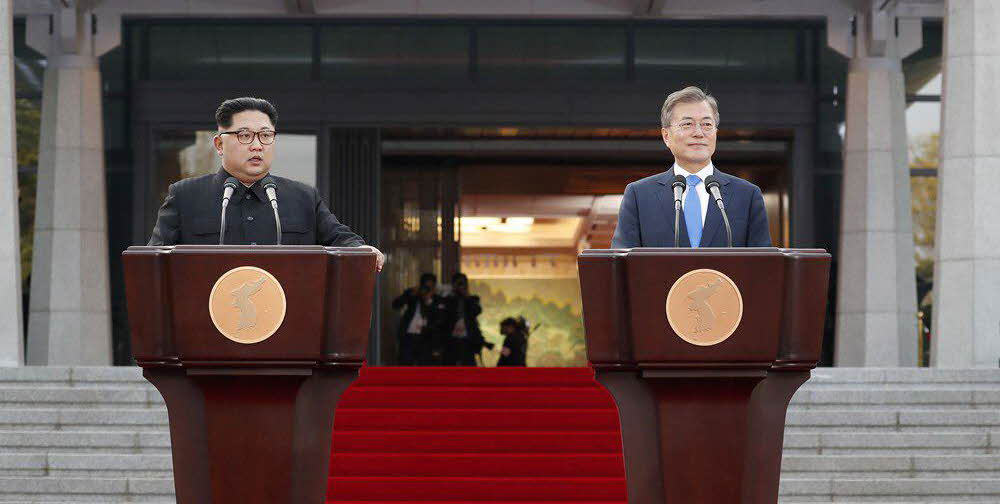
金正恩与文在寅举行歷來首次的公開記者发布会。
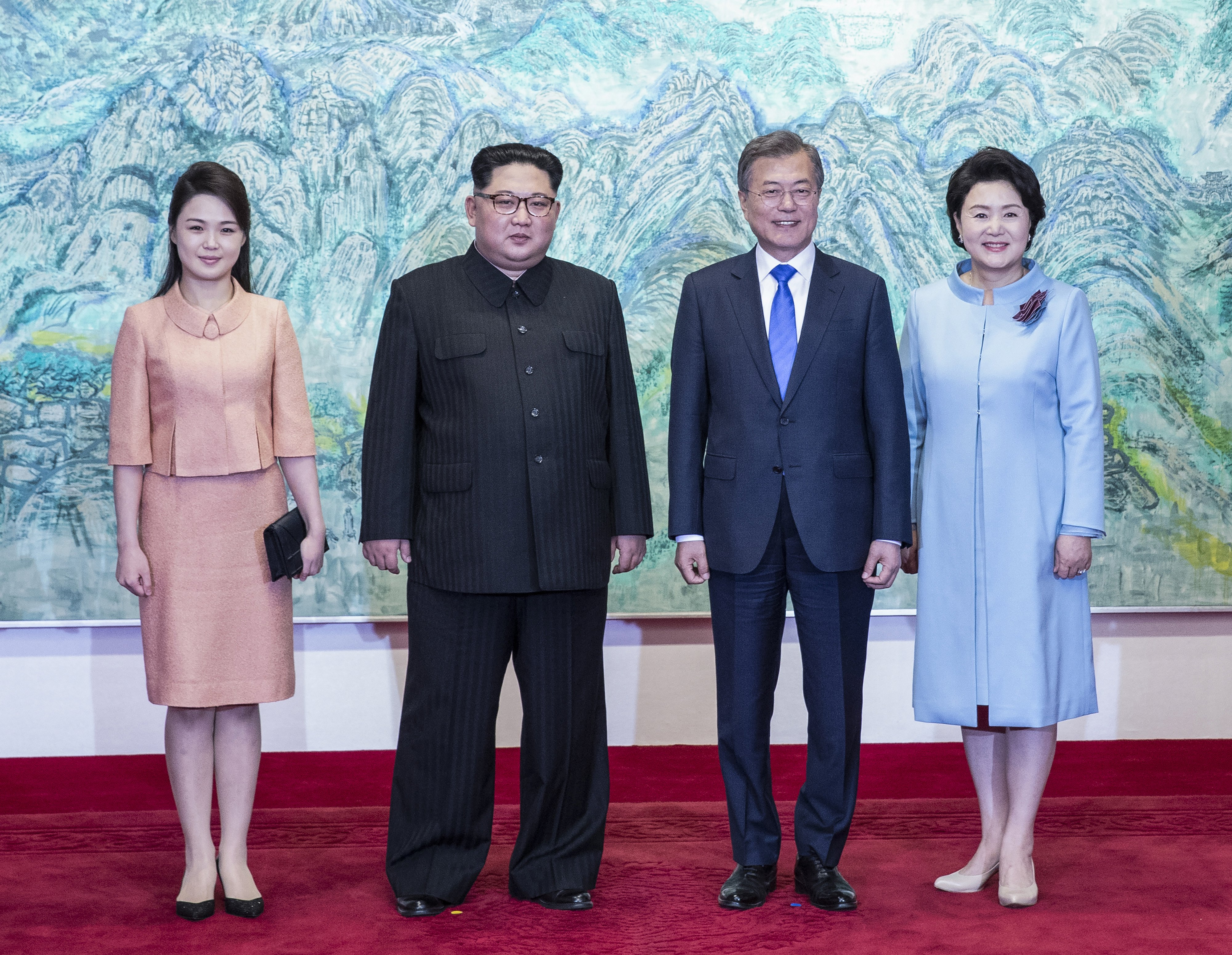
晚宴开始前双方领导人夫妇合影。
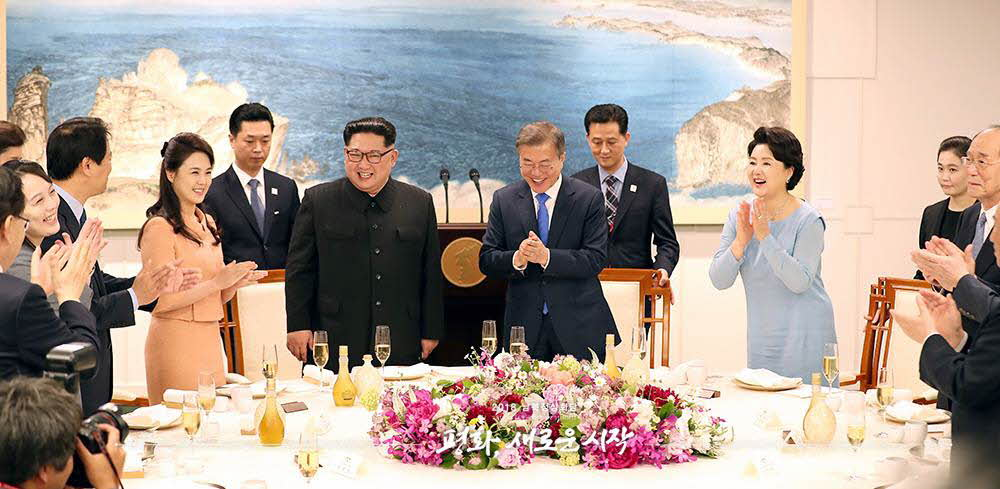
李雪主、金正恩、文在寅和金正淑等人出席晚宴。
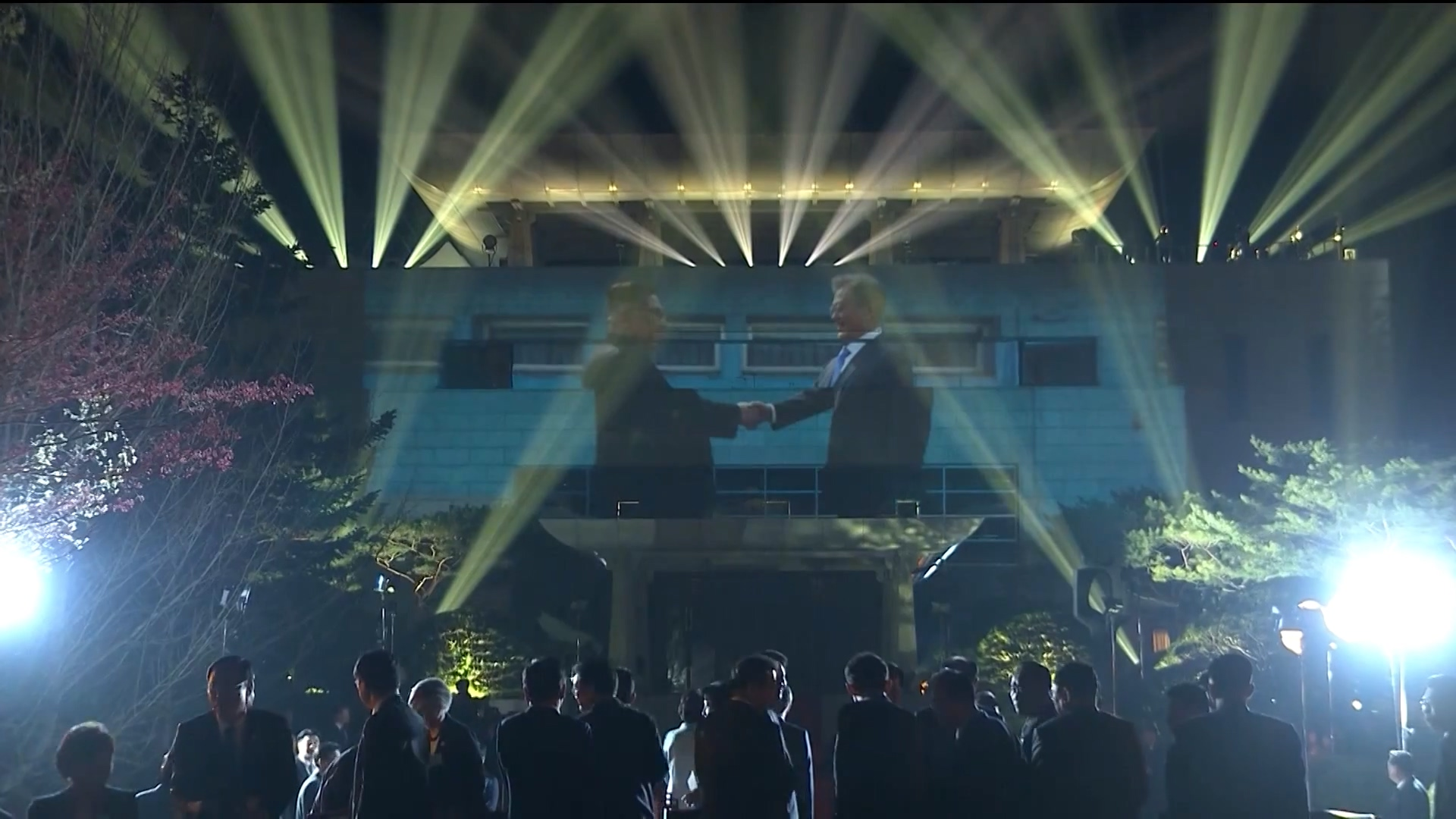
朝韩首脑峰会后的灯光秀表演及欢送仪式。

## 後續
在會談過後的第三日，即4月30日，金正恩首先宣佈將於5月5日統一平壤時間與首爾時間。他指在和平之家看到牆上掛著平壤時間和首爾時間的兩個時鐘令他感到難過，故作出此決定。同日，大韓民國國防部表示會於5月1日移除安置在非軍事區最前線面向北韓的幾十個擴音廣播設備，並期待北韓會採取同樣行動。同時，統一部還要求國內關注北韓的社會活動家暫緩對該國發放政治宣傳單張。此外，為實示宣言中組成聯隊參與2018年亞洲運動會事宜，大韓民國文化體育觀光部會啟動籌備工作，討論實行此事的具體方法。5月3日，2018年世界乒乓球团体锦标赛女子团体比赛中，原本将在半準決賽交手的朝鲜队和韩国队宣布合并组成“朝韩联队”，双方携手共同晋级下一轮比赛。最終，聯隊於半決賽不敵日本。由於賽事不設季軍賽，故聯隊取得銅牌，這是南韓事隔6年再次於這項比賽中取得獎牌。一個星期後，大韓乒乓球協會表示南韓有意接受北韓的邀請，參加於5月13日展開的平壤國際乒乓球邀請賽。
另一方面，於會談結束後，北韓政府展開一系列的政治宣傳。朝鮮勞動黨支部書記到政府機構、工廠和學校等單位舉行講演宣傳，告之國民「這次相逢是民族歷史上的偉績」，是「最高領導人熬了幾天幾夜才取得了勝利」，故呼籲民眾要「更加認真的工作進行回報」。5月9日，朝鮮中央通訊社發表社評，稱會談是北方和南方同心協力下建立的成果，只要朝鮮半島人民團結一致才能夠實現統一。5月11日，《勞動新聞》指板門店宣言是消除戰爭危險，緩和緊張局勢，帶來和平與安全的「偉大宣言」。同時，為對應無核化的諾言和就即將舉行的朝美會話製造友和氣氛，外務省在5月12日宣佈於同月23日至25日期間廢棄豐溪里核試驗場，並會邀請中國、俄羅斯、美國、英國和南韓的記者於現場採訪。最終，北韓於5月24日以爆破方式拆除該核試場。兩日後，南北韓領導人在板門店統一閣進行另一次的會談。南北共同聯絡事務所在9月14日成立。為響應秋天之約，兩國領導人將在9月19至21日舉行今年內第三次的會談。
此外，會談還提高了文在寅的支持度。南韓兩大民調單位──蓋洛普和現時施測公司每週都會公佈總統的支持度。在會談前，他的支持度為65%-70%左右。在會談後，支持度上升至83%，其領導的共同民主黨支持率也上漲到55%，是創黨以來的新高。

## 反應

### 朝鮮半島

#### 大韓民國
- 執政黨共同民主黨發言人金賢重在文在寅和金正恩發表宣言後於記者會表示，宣言不僅是南北關係，更是朝鮮半島局勢的轉捩點[53]。民主和平黨發言人崔敬煥指宣言是「和平與繁榮的新歷史里程碑」，並會「開拓朝鮮半島的命運」[53]。正未來黨滿意結果，但同時敦請兩國要就無核化的具體實踐方案達成共識[53]。

- 自由韓國黨對會談感到不滿。代表洪準杓批評此次南北首腦會談是金正恩和文在寅合演的「偽裝和平秀」，並相信北韓並不會覆行其無核化的諾言，同時反問文這樣處理北韓核問題能否真的保護國民的生命和財產[54]。該黨的院內代表金聖泰指會談是南北關係的轉折點，對此感到欣慰，但同時間提醒民眾不要受現時的氣氛蒙蔽，因核問題是不會就此完滿解決的[55]。議員羅卿瑗認為北韓根本沒有提出無核化的具體方案，對會談結果感到無奈[56]。

- 在民間，保守組織「國家緊急對策國民委員會」號召300名成員在會談當日於臨津閣舉行反對集會，宣稱會談是「和平的詐騙行為」[57]。期間，成員與支持會談的團體發出衝突，但沒有造成損傷。此外，在首爾中區亦有民眾集會反對會談，期間沒有發生衝突[56]。

- KBS電視台於4月30日對全國對1077名19歲以上的國民進行網路調查，結果顯示94%的人肯定會談的成果，超過七成人相信北韓會實行其無核化的宣言[58]。MBC電視台委托韓國調查中心，對全國19歲以上的1000多名國民進行電話調查，發現88%的人對會談給予肯定評價，77.5%的人對金正恩抱以信賴[59]。CBS廣播電台在會談過後對500名成年國民進行調查，64.7%的人表達「信任北韓」，而在會談前僅14.7%的對該國表示信任，不信任的達到78.3%[60]。

#### 朝鮮民主主義人民共和國
- 平壤的宣傳機關於會談當日並未作出任何評論，僅報導最高領導人金正恩已前往板門店南方進行「歷史性」會晤[61]。與此同時，朝鮮中央電視台並沒有對會談進行直播，只在下午3時進行錄像報導[62]。次日，官媒公佈會面的成果，指朝鮮半島「將不會再有戰爭，新的和平時代已經開啟」[63]。《勞動新聞》於同日將其六版中的四版和62張彩色相片報導會晤，又將會談的結果歸功於金正恩，稱他「帶著對國家無限崇高的熱愛和高超的政治技巧」令南北關係發生了變化[64]。然而，該報並沒有講述北韓會如何落實無核化[64]。
- 網站《NK News》通過訪問居於平壤的外國人和在中朝邊境從事貿易的北韓商人觀察他們對會談的反應，發現大多數人都對會談感到高興[65]。該報導指平壤市民對會談的結果表示滿意，並相信開城工業區會重啟；北韓商人則向記者稱會談是個「特別時刻」，並且對兩國領導人會見感到「難以置信」[65]。

### 国际

#### 美国
- 美國總統唐納·川普在會談結束後在其Twitter上發表多個評論，認為會談的結果是「好的」，特別是金文二人促使韓戰正式結束[66]。不過，他也同時表明時間會證明平壤會否覆行其承諾，又強調在即將舉行的朝美會談中，他是不會被金正恩「玩弄」[66]。
- 而美国副总统迈克·彭斯发表声明称，朝鲜和韩国之间的和平协定是向朝鲜半岛无核化迈出的一步，不过，朝鲜方面的任何保证美方都将持保留态度并保持警惕。美朝首脑峰会的准备工作仍将继续，但美国对朝鲜的制裁不会减轻。[67]

#### 俄羅斯
- 克里姆林宮今天盛讚南北韓歷史性峰會是一項好消息，並說普京總統長期以來始終主張南北韓直接對談。
- 當被詢及，美國總統川普預料也將會見北韓領導人金正恩，克里姆林宮發言人德米特里·佩斯科夫表示，有助於降低朝鮮半島緊張情勢的任何舉措，俄國均表歡迎。[68]

#### 日本
- 日本首相安倍晉三對會談結果表示「歡迎」，指宣言是「積極的」，並且期待北韓在無核化問題採取具體行動[69]。同時，他表示日方會就朝鮮半島問題與各國緊密合作[69]。

- 晚宴上的一道甜點是以朝鮮半島地圖為裝飾的芒果慕斯，該地圖顯示具主權爭議的獨島（日本稱為為竹島）。日本對此表達抗議，外務大臣河野太郎說：「我認為此非必要」[70]。

#### 中华人民共和国
- 4月27日当日，中华人民共和国外交部发言人陆慷表态“祝贺和欢迎”此次会晤成功召开，并表示此次会晤对推动维护朝鲜半岛和平与稳定产生了积极影响。希望有关各方继续维持并发展这样的良好局面[71]。
- 中华人民共和国外交部发言人華春瑩於記者會上表示：「我們為朝韓領導人跨出歷史性的一步鼓掌，對他們展現的政治決斷和勇氣表示讚賞，衷心祝願此次會晤取得積極成果。」同時也說：「我們期待以此次板門店歷史性會晤為契機，進一步開啟半島長治久安的新征程。」甚至引用詩詞表示，「渡盡劫波兄弟在，相逢一笑泯恩仇」。

#### 中華民國（臺灣）
- 中華民國政府對於南北韓順利舉行第三次峰會持樂觀態度。中華民國外交部以官方立場發布新聞稿，表示中華民國支持區域非核化立場，並盼有關各方持續透過對話，和平解決韓半島相關問題。中華民國身為東亞區域重要成員，除將持續密注相關局勢發展外，亦願做出積極貢獻，並與國際社會共同促成區域和平、穩定與繁榮早日實現。[72]

#### 英国
- 英國外交大臣鲍里斯·约翰逊發布聲明表示：「我很高興兩韓宣布將合作推進北韓全面、可查核且不可逆轉的非核化、改善雙邊關係並降低邊界緊張局勢。」、「英國將繼續與我們的國際夥伴合作，嚴格執行現有的制裁措施，直到北韓採取具體作為，落實非核化的承諾。」[73][74]

## 另見
- 南北韓高峰會
  - 2018年5月南北韓高峰會
  - 2018年9月南北韓高峰會
- 朝鮮半島統一問題
- 朝鮮半島南北關係
- 2017-18年朝鲜危机
- 2018年朝美首脑会议